# BFI Top 100 British films
BFI Top 100 British films, 1999 gjorde British Film Institute (BFI) en undersökning bland 1000 personer i den brittiska film- och TV-världen för att ta fram BFI 100-listan över de största brittiska filmerna från 1900-talet. De som röstade blev ombedda att välja ut upp till 100 filmer som var "kulturellt brittiska". 

## Analys av listan
- 1960-talet är det årtionde som leder, med 26 filmer på listan. Fyra filmer för varje år har: 1949, 1963 och 1971. Den tidigaste filmen som valts ut är De 39 stegen (1935). Endast två andra 1930-talsfilmer har placerat sig på listan och efter 1935 är de enda år som inte representeras 1936-1937, 1940-1941, 1950, 1956, 1958, 1972 och 1974-1978.
- David Lean, som finns representerad med sju filmer, är den regissören som förekommer mest på listan, följt av Michael Powell (fem filmer, varav fyra i samarbetade med Emeric Pressburger), Powell och Pressburger samt John Schlesinger har fyra filmer vardera, Alexander Mackendrick och Tony Richardson tre. Sju av filmerna producerades av Ealing Studios under åren 1949-1955.
- Den mest välrepresenterade skådespelaren är Alec Guinness, med nio filmer, även om tre av dessa var biroller. Michael Caine är den mest representerade levande skådespelaren, med huvudroller i sju filmer på listan. Julie Christie är den mest representerade skådespelerskan, med sex filmer med på listan.
- Alla regissörer på listan är män.

## Lista
| Rankning | Titel                              | År   | Regissör                        |
| -------- | ---------------------------------- | ---- | ------------------------------- |
| 1        | Den tredje mannen                  | 1949 | Carol Reed                      |
| 2        | Kort möte                          | 1945 | David Lean                      |
| 3        | Lawrence av Arabien                | 1962 | David Lean                      |
| 4        | De 39 stegen                       | 1935 | Alfred Hitchcock                |
| 5        | Lysande utsikter                   | 1946 | David Lean                      |
| 6        | Sju hertigar                       | 1949 | Robert Hamer                    |
| 7        | Kes – falken                       | 1969 | Ken Loach                       |
| 8        | Rösten från andra sidan            | 1973 | Nicolas Roeg                    |
| 9        | De röda skorna                     | 1948 | Powell och Pressburger          |
| 10       | Trainspotting                      | 1996 | Danny Boyle                     |
| 11       | Bron över floden Kwai              | 1957 | David Lean                      |
| 12       | If....                             | 1968 | Lindsay Anderson                |
| 13       | Ladykillers                        | 1955 | Alexander Mackendrick           |
| 14       | Lördagskväll och söndagsmorgon     | 1960 | Karel Reisz                     |
| 15       | Lagt kort ligger                   | 1947 | John Boulting                   |
| 16       | Ta fast Carter!                    | 1971 | Mike Hodges                     |
| 17       | Jag stal en miljon                 | 1951 | Charles Crichton                |
| 18       | Henry V                            | 1944 | Laurence Olivier                |
| 19       | Triumfens ögonblick                | 1981 | Hugh Hudson                     |
| 20       | Störst är kärleken                 | 1946 | Powell och Pressburger          |
| 21       | Den blodiga långfredagen           | 1980 | John Mackenzie                  |
| 22       | Betjänten                          | 1963 | Joseph Losey                    |
| 23       | Fyra bröllop och en begravning     | 1994 | Mike Newell                     |
| 24       | Massor av whisky                   | 1949 | Alexander Mackendrick           |
| 25       | Allt eller inget                   | 1997 | Peter Cattaneo                  |
| 26       | The Crying Game                    | 1992 | Neil Jordan                     |
| 27       | Doktor Zjivago                     | 1965 | David Lean                      |
| 28       | Ett herrans liv                    | 1979 | Terry Jones                     |
| 29       | Withnail och jag                   | 1987 | Bruce Robinson                  |
| 30       | Gregory's Girl - en nutida romans  | 1980 | Bill Forsyth                    |
| 31       | Zulu                               | 1964 | Cy Endfield                     |
| 32       | Plats på toppen                    | 1959 | Jack Clayton                    |
| 33       | Fallet Alfie                       | 1966 | Lewis Gilbert                   |
| 34       | Gandhi                             | 1982 | Richard Attenborough            |
| 35       | En dam försvinner                  | 1938 | Alfred Hitchcock                |
| 36       | Den vilda biljakten                | 1969 | Peter Collinson                 |
| 37       | Local Hero – byns hjälte           | 1983 | Bill Forsyth                    |
| 38       | The Commitments                    | 1991 | Alan Parker                     |
| 39       | En fisk som heter Wanda            | 1988 | Charles Crichton                |
| 40       | Hemligheter och lögner             | 1996 | Mike Leigh                      |
| 41       | Agent 007 med rätt att döda        | 1962 | Terence Young                   |
| 42       | Den galne kung George              | 1994 | Nicholas Hytner                 |
| 43       | En man för alla tider              | 1966 | Fred Zinnemann                  |
| 44       | Svart narcissus                    | 1947 | Powell och Pressburger          |
| 45       | Det började i Berlin               | 1943 | Powell och Pressburger          |
| 46       | Oliver Twist                       | 1948 | David Lean                      |
| 47       | Dina pengar är mina pengar         | 1959 | John Boulting                   |
| 48       | Performance                        | 1970 | Nicolas Roeg och Donald Cammell |
| 49       | Shakespeare in Love                | 1998 | John Madden                     |
| 50       | Min sköna tvättomat                | 1985 | Stephen Frears                  |
| 51       | Tom Jones                          | 1963 | Tony Richardson                 |
| 52       | Idolen                             | 1963 | Lindsay Anderson                |
| 53       | Min vänstra fot                    | 1989 | Jim Sheridan                    |
| 54       | Brazil                             | 1985 | Terry Gilliam                   |
| 55       | Den engelske patienten             | 1996 | Anthony Minghella               |
| 56       | En doft av honung                  | 1961 | Tony Richardson                 |
| 57       | Budbäraren                         | 1970 | Joseph Losey                    |
| 58       | Mannen i vita kostymen             | 1951 | Alexander Mackendrick           |
| 59       | Fallet Ipcress                     | 1965 | Sidney J. Furie                 |
| 60       | Blow-up – förstoringen             | 1966 | Michelangelo Antonioni          |
| 61       | Långdistanslöparen                 | 1962 | Tony Richardson                 |
| 62       | Förnuft och känsla                 | 1995 | Ang Lee                         |
| 63       | Biljett till Burgund               | 1949 | Henry Cornelius                 |
| 64       | Återstoden av dagen                | 1993 | James Ivory                     |
| 65       | Söndag, satans söndag              | 1971 | John Schlesinger                |
| 66       | Tågräddarna                        | 1970 | Lionel Jeffries                 |
| 67       | Mona Lisa                          | 1986 | Neil Jordan                     |
| 68       | De flögo österut                   | 1955 | Michael Anderson                |
| 69       | Hamlet                             | 1948 | Laurence Olivier                |
| 70       | Goldfinger                         | 1964 | Guy Hamilton                    |
| 71       | Elizabeth                          | 1998 | Shekhar Kapur                   |
| 72       | Adjö, Mr. Chips                    | 1939 | Sam Wood                        |
| 73       | Ett rum med utsikt                 | 1985 | James Ivory                     |
| 74       | Schakalen                          | 1973 | Fred Zinnemann                  |
| 75       | Det grymma havet                   | 1953 | Charles Frend                   |
| 76       | Lögnhalsen                         | 1963 | John Schlesinger                |
| 77       | Oliver!                            | 1968 | Carol Reed                      |
| 78       | Peeping Tom - en smygtittare       | 1960 | Michael Powell                  |
| 79       | Fjärran från vimlets yra           | 1967 | John Schlesinger                |
| 80       | Tecknarens kontrakt                | 1982 | Peter Greenaway                 |
| 81       | A Clockwork Orange                 | 1971 | Stanley Kubrick                 |
| 82       | Fjärran röster, stilla liv         | 1988 | Terence Davies                  |
| 83       | Darling                            | 1965 | John Schlesinger                |
| 84       | Timmarna med Rita                  | 1983 | Lewis Gilbert                   |
| 85       | Brassed Off                        | 1996 | Mark Herman                     |
| 86       | På vift med Genevieve              | 1953 | Henry Cornelius                 |
| 87       | När kvinnor älskar                 | 1969 | Ken Russell                     |
| 88       | Yeah! Yeah! Yeah!                  | 1964 | Richard Lester                  |
| 89       | Fires Were Started                 | 1943 | Humphrey Jennings               |
| 90       | Hope and Glory                     | 1987 | John Boorman                    |
| 91       | Mitt namn är Joe                   | 1998 | Ken Loach                       |
| 92       | Havet är vårt öde                  | 1942 | Noël Coward och David Lean      |
| 93       | Caravaggio                         | 1986 | Derek Jarman                    |
| 94       | Skolflickor är vi allihopa         | 1954 | Frank Launder                   |
| 95       | Livet leker!                       | 1990 | Mike Leigh                      |
| 96       | Dödlig skörd                       | 1973 | Robin Hardy                     |
| 97       | Nil by Mouth                       | 1997 | Gary Oldman                     |
| 98       | Small Faces                        | 1995 | Gillies MacKinnon               |
| 99       | Nu tar vi vicekungen i Khyberdalen | 1968 | Gerald Thomas                   |
| 100      | Dödens fält                        | 1984 | Roland Joffé                    |